# Croton robustus
Espèce
Croton robustus est une espèce de plantes à fleurs du genre Croton et de la famille des Euphorbiaceae, présente en Indochine.
Il a pour synonymes :
- Croton robustus var. serratus, Chakrab., N.P.Balakr. & D.Gupta, 1987
- Croton siamensis, Craib, 1918
- Oxydectes robusta, (Kurz) Kuntze